# Lista de personagens da Turma da Mônica

Vários dos personagens da Turma, entre eles Cascão, Mônica, Cebolinha, Magali, Chico Bento, Astronauta, Jotalhão, Anjinho, Piteco, Horácio, Franjinha e Bidu.

Esta é uma lista de personagens da Turma da Mônica, ou A Turminha, criados pelo cartunista brasileiro Mauricio de Sousa. Desde o início, Mauricio de Sousa criou mais de quatrocentos personagens, dos quais vários são inspirados em membros de sua família (principalmente seus filhos). Em seus primeiros anos, a turma trazia apenas personagens masculinos. Após ser acusado de "misoginia" numa dada ocasião, Mauricio decidiu criar personagens femininas, e as primeiras foram inspiradas em algumas de suas filhas.
A Turma da Mônica é composta principalmente por Mônica, Cebolinha, Cascão, Magali e Milena, cinco crianças que residem no fictício Bairro do Limoeiro com seus pais e amigos. Os personagens têm características específicas, tanto físicas quanto de personalidade. Mônica é forte e marcada pelos exuberantes dentes; Cebolinha tem cinco fios de cabelo e é portador de dislalia, o que o faz ter dificuldades ao pronunciar palavras com "R", trocando a letra pelo "L"; Cascão tem medo de água e, por isso, não toma banho; Magali tem um apetite extenso e ficou marcada por sempre estar comendo melancia. Milena têm uma paixão pela natureza e pelos animais, o que a torna uma personagem que se importa com o meio ambiente e a biodiversidade.
Com o passar do tempo, foram criados mais personagens com diferentes traços de personalidade. Dentre eles, figura Marina, exímia desenhista inspirada em uma filha de Mauricio; e Dorinha, deficiente visual inspirada na educadora Dorina Nowill, portadora desta mesma deficiência.

## Concepção e criação

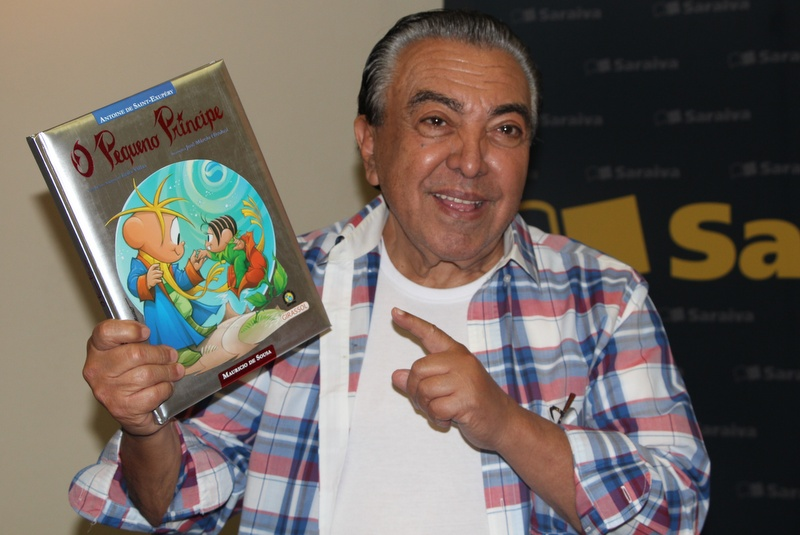
Mauricio em 2015.

Em 1959, aos 24 anos, o cartunista Mauricio de Sousa criou e publicou os personagens Franjinha e Bidu, sendo o primeiro baseado em Cuíca, cão que ele teve na infância. Em 1961, Cascão aparece pela primeira vez nas tirinhas. O personagem Cebolinha estrearia oficialmente quatro anos depois, em 1963, apesar de já ter aparecido com Franjinha e Bidu. Este foi criado com base em um garoto da turma de Mauricio, quando ainda morava em Mogi das Cruzes. Por ter começado desenhando apenas personagens masculinos, Mauricio de Sousa foi acusado de misoginia em 1963, o que o fez criar personagens femininas. Em janeiro de 1963, Mônica, inspirada em Mônica Sousa (filha de Mauricio), apareceu ainda sem nome. Em março, teve sua primeira aparição oficial, já em colorido e em conjunto com seu coelho, Sansão, que era amarelo e não tinha nome (o nome "Sansão" seria escolhido em 1983). A última personagem da turma principal a ser criada foi Magali, também inspirada na filha de mesmo nome do cartunista, que estreou oficialmente em 11 de janeiro de 1964. Os personagens apareciam nas tiras de jornal até 1970, quando estreou o primeiro gibi da Turma da Mônica.

### Aparência e características

A evolução do desenho dos personagens entre a década de 1960 e os anos 2000.

Dos quatro personagens principais, apenas Cebolinha tem sapatos. Quando o personagem foi criado, Mauricio tinha mais tempo para detalhar os personagens, o que mudaria alguns anos depois, ao criar os outros três. Com isso, os personagens subsequentes foram desenhados de forma menos detalhada, para que os trabalhos pudessem ser finalizados mais rapidamente. Os personagens crianças sempre apresentam a mesma estatura, embora Cebolinha por vezes provoque Mônica chamando-a de "baixinha". Para alguns personagens, Mauricio fez alusões a diversas características de seus filhos, como a personalidade forte de Mônica e a habilidade de pintura de Marina. Outros personagens foram baseados em pessoas próximas, como Cebolinha, cujos cabelos foram criados com base na aparência de um amigo de infância do irmão do cartunista.

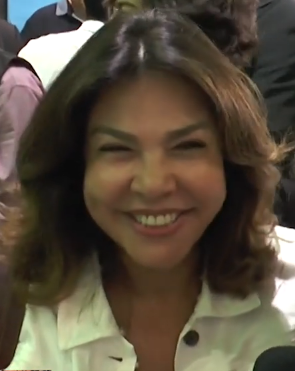
Mônica Sousa (na imagem) foi a inspiração de Mauricio de Sousa para a criação da personagem de mesmo nome.

A primeira versão de Mônica tinha sapatos e outros detalhes adicionais ao vestido. Com o tempo, a vestimenta da personagem ficou mais simples, os sapatos foram mantidos apenas para Cebolinha e o rosto dos personagens foi muito alterado (na década de 1970, Mauricio desenhava bochechas "pontudas", o que mudaria nas décadas seguintes, quando os rostos ficaram mais redondos e as expressões passaram a ser mais suaves). Além disso, Mônica, então secundária, tornou-se a principal personagem do grupo, e Cascão teve sua aparência mais suavizada em comparação com a forma grosseira que tinha nos primeiros quadrinhos.

### Ambientação
Os personagens moram no fictício "Bairro do Limoeiro", originalmente batizado como "Tamarindeiro". Em 2011, em uma conversa pela internet, Maurício revelou que o local foi inspirado no bairro do Cambuí, na cidade de Campinas, bairro no qual o desenhista morou durante alguns anos. É um local com muitas plantas e árvores, um campinho (onde os meninos brincam), um lixão, outrora muito visitado pelo Cascão (que não vai mais lá pois o lixão transmite muitas doenças), e quase nenhum asfalto.

## Principais

### Mônica

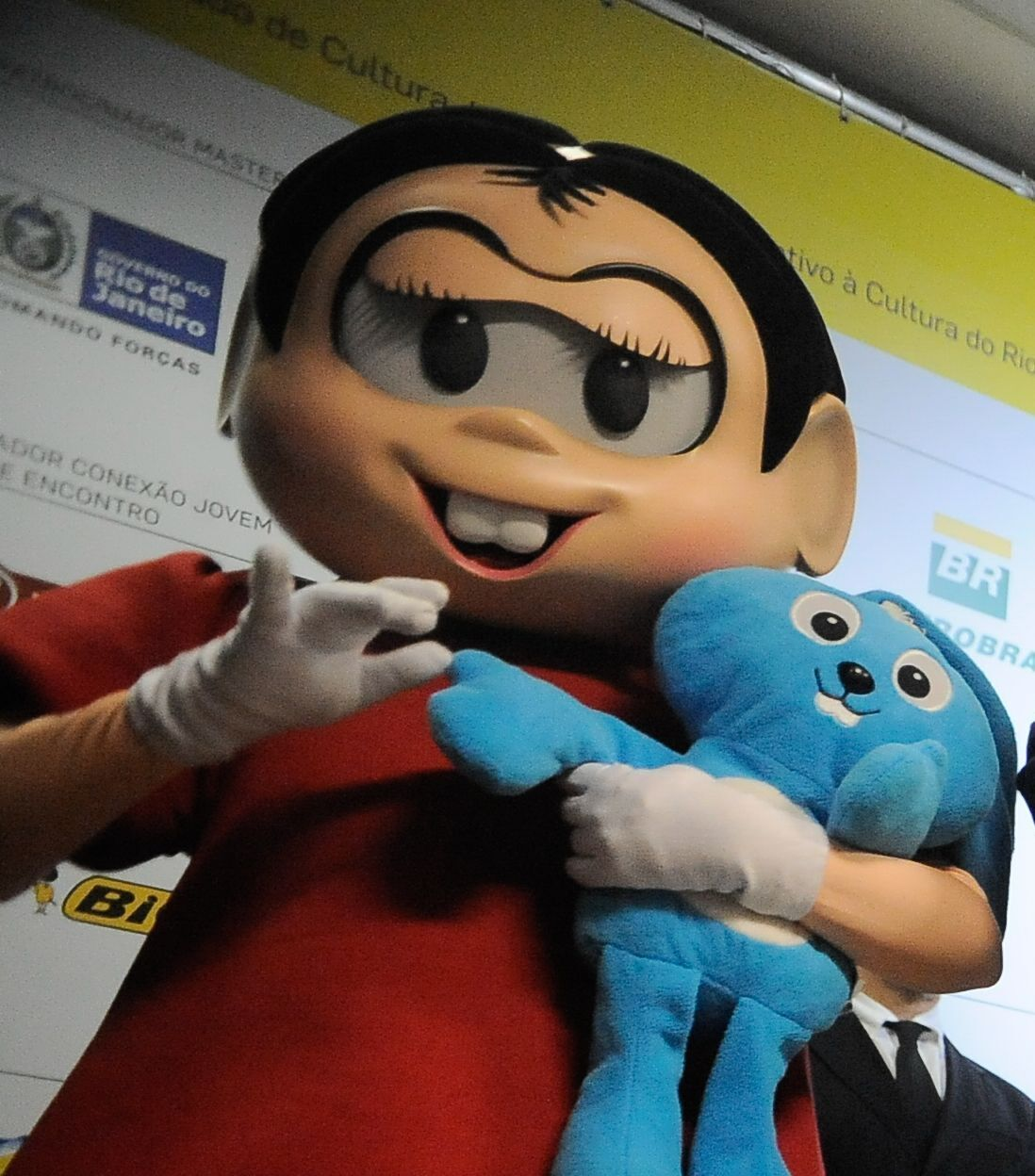
Representação de Mônica na 17ª Bienal do Livro (2015).

Mônica de Sousa (voz original por Marli Bortoletto; e. 3 de março de 1963) é a personagem mais conhecida de Mauricio de Sousa, sendo sua primeira criação feminina proeminente. Baseada e batizada com o nome da filha do cartunista, a empresária e diretora executiva Mônica Spada e Sousa, é uma menina brava, decidida, que não leva desaforo para casa, mas que ao mesmo tempo apresenta feminilidade e leveza. Tem um cãozinho chamado Monicão e vive agarrada a um coelho de pelúcia, Sansão, que também é sua principal arma ao atacar quem a irrita. As principais vítimas são Cebolinha, o Cascão e o Xaveco, que gostam de atormentá-la, principalmente chamando-a de gorducha, dentuça ou baixinha. De início era secundária, mas logo foi conquistando espaço, ao ponto que a tirinha originalmente intitulada "Cebolinha" ganhou seu nome. Devido às suas popularidade e notoriedade, ela se tornou embaixadora do UNICEF.

### Cebolinha

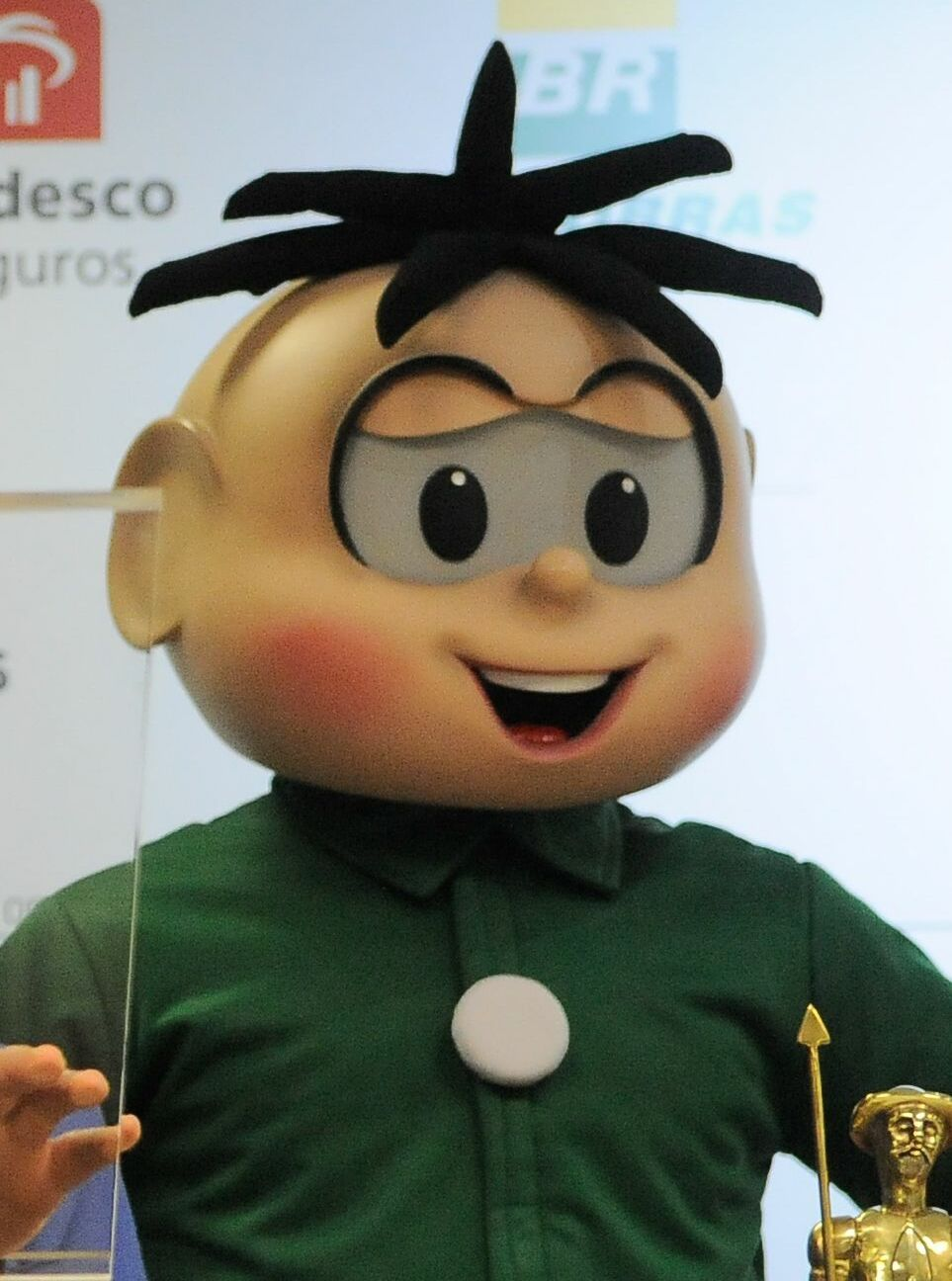
Representação de Cebolinha na 17ª Bienal do Livro (2015).

Cebolácio "Cebolinha" Menezes da Silva Júnior (voz original por Angélica Santos; e. 24 de outubro de 1960) é um garoto de cabelos espetados que, quando fala, troca o "R" pelo "L", inspirado em um menino que Mauricio conheceu em Mogi das Cruzes. Ele já foi mais alto, baixo e até mais cabeludo, mas sempre com o mesmo jeito "englaçado" de falar. Apesar de ser muito amigo de Mônica, Cascão e Magali, vive fazendo esquemas (que ele denomina "planos infalíveis") para tomar a rua da primeira, dar um banho no segundo e conter o apetite da terceira. É um dos únicos personagens clássicos da Turma da Mônica que usa sapatos. Isto porque ele foi criado em uma época em que todos os personagens usavam sapatos e, como a quantidade de personagens foi aumentando ao longo dos anos, Mauricio de Sousa foi obrigado a desenhar os novos personagens sem sapatos com o fim de conseguir desenhá-los mais rapidamente.  Nos primeiros tempos, quando o personagem falava alguma palavra "elada", eram colocadas aspas (ex: Não entendo “polque” eu falo “elado”!). Com o tempo, estas aspas foram trocadas pelo negrito itálico. A interjeição que Cebolinha usava como bordão era DIACHO!; hoje, o mais falado é o PINDALOLAS! ("pindarolas"). Mora com os pais, a irmã Maria Cebolinha, e o cachorro Floquinho. Em Turma da Mônica Jovem, Cebola fez tratamento fonoaudiológico e consegue controlar a dislalia, apenas trocando as letras quando está nervoso ou irritado.

### Cascão
Cássio "Cascão" Marques de Araújo (voz original por Paulo Cavalcante; e. 25 de novembro de 1961) também foi inspirado em um amigo de Mogi de Mauricio de Sousa. Mauricio contou que, no início, teve receio da reação do público para com este personagem com uma certa "mania de sujeira", mas sua então esposa, Marilene, incentivou a publicação do personagem, afirmando que "toda criança é meio Cascão". É o melhor amigo e comparsa de Cebolinha, ajudando-o em aventuras e também na execução dos planos "infalíveis" dele (que sempre falham). Mora com seus pais em sua casa e com seu porco de estimação, Chovinista, que é bem esperto e limpo, ao contrário do dono. Também é namorado da Cascuda, uma menina que, antes, era sujinha como ele, mas que passou a ser limpa e organizada. É esportista, principalmente gostando de futebol e do Corinthians. Detesta água e banhos e é capaz de fazer coisas sobre-humanas para se ver livre de se molhar. É com certeza o personagem que tem mais inimigos da turminha, muitos deles querendo se livrar dele e lhe dar um banho. Na sua versão adolescente em Turma da Mônica Jovem, Cascão ainda não gosta muito de água mas toma banho ocasionalmente, e sua personalidade como um nerd descolado ganha mais destaque, bem como amante de esportes radicais como parkour.

### Magali

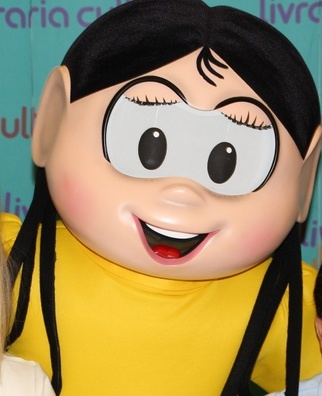
Representação de Magali na Livraria Cultura.

Magali Fernandes de Lima (voz original por Elza Gonçalves; e. 10 de maio de 1964), assim como Mônica, é baseada em uma filha homônima de Maurício, Magali Spada e Sousa, que, da mesma forma que a personagem, também era comilona na infância. Ela é uma menina de apetite voraz e insaciável, frequentemente querendo saber de comer, apesar que mesmo com tanto apetite continue eternamente magra. Também é a melhor amiga da Mônica, e seu namorado é Quinzinho, um menino que é filho de um padeiro que, frequentemente, lhe presenteia com pães e doces. É dona do gato Mingau, apesar deste incomodar o pai alérgico de Magali. Magali costuma visitar sua tia Nena, que lhe faz doces, e seu marido Pepo, um marceneiro especializado em brinquedos. Sua comida favorita é melancia que, assim como a Magali verdadeira, era capaz de comer uma inteira. Até 1989, Magali era uma personagem secundária, mas devido à sua extrema popularidade e aos pedidos, ela ganhou uma revista própria.

### Milena
Milena Sustenido (esboçada em 2007, primeira história em 2019) — Uma menina negra hiperativa e tagarela, que gosta de agitação. Ela ama ciências, e os animais, com os quais tem muito contato por meio de sua mãe veterinária, Dra. Sílvia. É dona da gatinha Mostarda. Foi inspirada em anseios por representatividade dos leitores, sendo frequentemente incluída em merchandising junto dos protagonistas. O esboço original em 2007 tinha a família de Milena vinda da Bahia, e com forte influência musical, ao ponto que só o irmão mais novo Binho não tem o nome de uma Nota musical - Milena, Sílvia, o pai Renato e a irmã mais velha Sol.  Estreou nos quadrinhos em janeiro de 2019, com uma história solo junto com a sua família, roteirizada por Rafael Calça, coautor da graphic MSP Jeremias: Pele.

## Secundários
- Franjinha (18 de julho de 1959)[49] — O menino cientista da Turma, inspirado no próprio Mauricio e o primeiro personagem criado pelo cartunista, junto de seu cachorro Bidu. Ele está sempre fazendo experiências em seu laboratório e faz muitos inventos; e suas principais invenções são as máquinas do tempo, que foi tema do filme Uma Aventura no Tempo. É apaixonado pela Marina,[50] que admira tanto pela beleza quanto pela inteligência, e tenta conquistá-la, geralmente usando suas invenções. É mais velho que os quatro personagens principais, tendo em torno de 10 anos, e faz parte da Turma do Bermudão, juntamente com Titi, Jeremias e Manezinho.[51]

- Titi (6 de fevereiro de 1960) — Timóteo, o Titi, é um menino dentuço assim como a Mônica, e um dos melhores amigos do Franjinha e Jeremias, sendo também muito vaidoso e orgulhoso, muitas vezes se auto-intitulando o mais bonito do bairro. Apesar de namorar Aninha, faz o tipo galã paquerador e sempre dá um jeito de enganá-la para paquerar outras meninas escondido. Faz parte dos garotos mais velhos, conhecidos como Turma do Bermudão, tendo em torno de 10 anos.[51]

- Manezinho (6 de fevereiro de 1960) — É um garoto descendente de portugueses e, inicialmente, um dos amigos do Cebolinha. Ele apareceu frequentemente nas primeiras histórias, mas depois desapareceu em 1974 até retornar a partir de 2005 como membro da Turma do Bermudão, sendo também um dos mais velhos com 10 anos.[51] Sua ausência foi revelada por ele estar morando em Lisboa no período, e também revelando que ele tem um irmão mais novo, António Alfacinha.[52]

- Jeremias (17 de março de 1960) — Por muito tempo, foi o único menino negro da Turma. Sempre usa boné porque foi presente de seu falecido avô, embora por muito tempo as pessoas acreditassem que ele era careca. É um exímio jogador de futebol, jogo pelo qual ele tem paixão, e também faz parte da Turma do Bermudão, tendo em torno de 10 anos.[53] Desde a década de 80, sua pele é pintada com a cor marrom, mas no começo, sua pele era pintada na cor preta e com características blackface.[54][55] Foi protagonista de sua própria graphic novel, Pele.[56][57]

- Humberto (17 de março de 1960) — Um menino loiro e apenas incapaz de falar, conseguindo apenas emitir "hum-hums".[58] Por muitos anos, não foi explicado o porquê disso, sendo que apenas nos anos 2000 começou a ser tratado oficialmente como um personagem com deficiência na fala.[3] É o mais dócil e gentil dos meninos do bairro, não se importando muito em importunar Mônica como os demais, além de melhor amigo de Xaveco. Se comunica por linguagem de sinais.[59]

- Xaveco (16 de julho de 1963) — Seu nome, originalmente escrito com "Ch" (Chaveco) deve-se ao formato de seus cabelos, que lembram uma chave.[60] Inicialmente, era um garoto empolgado e otimista, que acabava sempre se dando mal, mas a partir dos anos 90, se tornou temperamental e comicamente mal-humorado, justamente por se recusar a ser tratado como personagem secundário, sendo constantemente piada de outros personagens por isso. É o primeiro personagem a ter pais divorciados,[61] assunto polêmico na década de 60, sendo irmão mais novo de Xabéu[62] e dono do cãozinho poodle Ximbuca;[60] outros parentes incluem Seu Xavier (pai), Dona Xarlene (mãe), além de Xisto (tataraneto no futuro).

- Maria Cebolinha (23 de março de 1963) — Irmã caçula de dois anos e mimada de Cebolinha, o centro das atenções na casa, é amada por todos. Foi inspirada na primeira filha de Mauricio, Mariângela.[63]

- Anjinho (14 de maio de 1964) — O anjo da guarda da Turma, que desce das nuvens para se misturar com as crianças e protegê-las de algum acidente, se possível. Seu maior problema é quando ocasionalmente acaba apanhando de Mônica quando esta ataca os meninos. Às vezes, sobra até para ele. Volta e meia, tem que dar uma subidinha para "receber ordens", mas volta correndo para continuar brincando com a Turma. Em sua primeira aparição, ele está de castigo na Terra por ser um anjinho arteiro. É nessa época que ele conhece o Cebolinha e o resto da Turma. Em algumas histórias, é citado que só as crianças podem ver o Anjinho e outros anjos, o que é bem contraditório a outras histórias, em que os adultos veem os anjos normalmente. Na sua versão mais crescida em Turma da Mônica Jovem, é chamado inicialmente de Céuboy[64] (parodiando o nome do personagem Hellboy) e posteriormente Ângelo,[65] com os outros personagens fazendo piadas recorrentes com ele pelas trocas de nomes.

- Maria Cascuda (1974) — A namorada do Cascão,[66][67] é uma menina rica, embora humilde e gentil,[68] sendo o oposto de sua rival, Carminha Frufru. Nas primeiras histórias, era também uma garota sujinha, como uma versão feminina do Cascão, mas com o tempo, ela foi passando a ser uma garota limpa que tenta fazê-lo tomar banho também, não suportando seus hábitos anti-higiênicos, embora o ame. É uma das melhores amigas de Mônica e Magali.

- Aninha (1983) — É a namorada do Titi e, posteriormente, melhor amiga de Denise e Marina. Muito ciumenta, odeia quando descobre que Titi está paquerando outras e faz o maior escândalo, muitas vezes se deixando ser paquerada por outros meninos para dar o troco, embora os dois sempre se reconciliam.

- Denise (1989) — A fofoqueira da turma, sempre está por dentro de tudo que ocorre e é a maior causadora de confusões por espalhar os boatos que descobre. No começo, era apenas uma amiga de Aninha e Magali, sem muita importância e com uma variedade de caracterizações diferentes; na década de 90, se tornou melhor amiga de Carminha Frufru e cúmplice de seus planos de prejudicar a turma, se tornando tão arrogante e classista quanto ela. Também foi a partir dessa época que seu design foi aos poucos se tornando mais consistente, como uma menina de vestidinho lilás e cabelo castanho com dois rabos-de-cavalo; as muitas "Denises" foram explicadas através de um retcon, e foi revelado que seu nome real na verdade é Creusa Maria, uma atriz mirim que simplesmente interpreta a personagem Denise. Nos anos 2000, sua personalidade foi acentuada e desenvolvida, se tornando a amiga fofoqueira e engraçada da Mônica e da Magali, sempre atualizada em moda e tecnologia. Denise também é a personagem mais sarcástica da turma, muitas vezes dizendo "na lata" o que ninguém tem coragem.[69]

- Dudu (1989) — Primo e vizinho da Magali de 5 anos, que é o oposto dela por detestar comer. Está sempre sendo perseguido pelos pais para se alimentar e Magali sempre precisa contar uma história para convencê-lo. Também é notável por ser mimado e egoísta, gostando de irritar o resto da turma, principalmente o Cebolinha.

- Quinzinho (abril de 1989) — Namorado da Magali, Joaquim é um menino forte e filho de portugueses donos de uma padaria. Seu pai detesta Magali, uma vez que o filho quase leva à falência os negócios da família sempre por deixar a namorada comer tudo de graça. É o único menino que nunca provocou a Mônica, tanto por ser mais maduro e já trabalhar, quanto pelo respeito por ela ser melhor amiga de sua namorada.

- Carminha Frufru (1993) — A garota mais rica do bairro, é mimada e arrogante, gostando de ostentar luxo para humilhar a turma. Por ser muito bonita e bem vestida, é alvo de paixão de quase todos os meninos do bairro, com exceção de Cascão e Quinzinho. Originalmente, tinha como melhor amiga e cúmplice em suas maldades Denise, embora a amizade das duas tenha esfriado na história "As Panterelas", quando ela não convidou Denise para seu baile a fantasia. Em algumas poucas situações, teve atitudes legais com a turma, deixando no ar se a sua arrogância é apenas um escudo social. Ela é dona de uma gatinha chamada Lili, irmã de Mingau (gato da Magali).

- Nimbus (1994) — O irmão mais velho de Do Contra e amigo de Cascão, sendo baseado em um filho de Mauricio, Mauro. Apaixonado por meteorologia e com medo de trovões (e nome inspirado nas nuvens do tipo cumulonimbus), consegue prever o tempo de forma inexplicável e é apaixonado por truques de mágica, o que às vezes o mete em sérias enrascadas quando elas dão errado. Nimbus é o único, além da Magali, que sabe que a Tia Nena é uma bruxa, mas nunca contou a ninguém devido à seu respeito como mágico amador.

- Do Contra (1994) — Também chamado de "DC", é irmão de Nimbus, um menino "do contra" em todos os aspectos: gosta de ficar de ponta-cabeça, escrever ao contrário, comer arroz com melancia, além de não torcer para o Brasil nas Copas do Mundo. Frequentemente consegue quebrar a quarta parede nas historinhas e sai para fora das margens exatamente por não querer seguir as regras tradicionais. É baseado em um filho de Mauricio, também de nome Mauricio.[70][71]

- Marina (1995) — Baseada na sétima filha de Mauricio, Marina Takeda,[71][70] tal como sua inspiração, tem uma exímia habilidade de desenhar e, mesmo no gibi, é filha de Mauricio. Tem um lápis mágico, que é capaz de dar vida aos desenhos e que já lhe causou inúmeras encrencas, principalmente porque vive perdendo este. É a mais madura da turma, tentando sempre conciliar as brigas, além de ser a grande paixão de Franjinha. Tem um medo tremendo de cachorros, especialmente do Monicão.

- Dorinha (2004) — Personagem com deficiência visual e orientada por um cão-guia da raça labrador chamado Radar. Por não enxergar, ela desenvolveu a audição e o olfato de forma espetacular e consegue adivinhar quem sempre vem chegando e fugir das enrascadas criadas pelos meninos. Dorinha foi inspirada em Dorina Nowill, amiga pessoal de Mauricio, falecida em 2010 e que presidiu a União Mundial dos Cegos.[72]

- Luca (2004) — Um menino paralítico que usa cadeira de rodas e foi apelidado por Cebolinha como "Da Roda". Sua cadeira motorizada tem funções especiais super tecnológicas criadas pelo Franjinha, que o permitem até voar quando necessário. Por ser muito bonito e um nadador exímio, é alvo da paixão ("crush") da maioria das meninas do bairro do Limoeiro, especialmente a Mônica. Foi criado para homenagear Herbert Vianna, vocalista do grupo Os Paralamas do Sucesso, que ficou paralítico após um acidente de ultraleve em 2001,[72] tendo inclusive o mesmo nome do filho mais velho de Herbert.

## Minoritários
- Zé Luís (1963) — É o mais alto da Turma e faz parte de um dos mais velhos junto com Teveluisão, tendo em torno de 13 a 16 anos. É um gênio estudioso que tem a resposta para quase tudo e, a partir da década de 80, amante de videogames. A princípio, apareceu como um dos melhores amigos do Cebolinha nas tirinhas mais antigas, mas acabou perdendo espaço para outros personagens criados posteriormente, aparecendo em raríssimas ocasiões a partir da década de 90. Durante um breve período na década de 60 foi retratado como irmão mais velho da Mônica, porém tal fato foi abandonado.

- Teveluisão (1963) — Luís é um menino em torno de 13 anos que adora ver televisão e era muito frequente nas histórias de Cebolinha. Assim como o Zé Luís, passou a aparecer raríssimas a partir da década de 90. Na década de 2000 apareceu seu irmão, Bloguinho, sua versão atualizada para a era da internet.

- Fabinho Boa Pinta (1995) — É o garoto mais bonito do bairro, sendo na maioria das vezes arrogante e convencido por isso. Conhecido como "o chucrute romântico", a maioria das meninas do bairro são apaixonadas por ele, inclusive Mônica, embora ele só dê atenção para a Carminha Frufru. Foi criado como alternativa fixa para substituir os tantos amores anteriores de Mônica, como Renatinho, Albertinho e Ricardinho, entre outros. Geralmente acaba sem querer nos planos mirabolantes de Cebolinha para derrotar Mônica e apanhando por isso. Ele tem uma aparência semelhante a do Genesinho, da Turma do Chico Bento, mas ao contrário dele, o Fabinho tem olhos pretos e veste roupas urbanas.

- Xabéu (2000) — A irmã mais velha de Xaveco, em torno de 16 anos, que não gosta muito das brincadeiras do irmão, pois se acontece algo mais grave, ela acaba levando a culpa. Seu nome completo é Xabéu Lorota, mas a princípio, deveria ser Loreta, porém o escrivão acabou errando. Ela é uma adolescente cheia de atitude, estudiosa, tem uma tatuagem no braço direito e não gosta de se misturar com meninas fúteis e patricinhas. Xabéu, por ser bonita, faz todos os meninos do bairro se apaixonarem por ela. Ela também angaria fundos trabalha como babá dos personagens mais novos, com o Dudu em especial lhe dando muito trabalho.

- Bloguinho (2003) — É o irmão mais novo do Teveluisão, obcecado pela internet. É um dos mais espertos da turma, depois de Franjinha e Zé Luís, tendo aprendido inúmeras coisas online e frequentemente fala em "internetês", com balões de fala diferenciados de formato mais quadrado. Seu cabelo é igual ao de seu irmão, porém com um fio de cabelo similar a uma "anteninha" com um @ no topo.

- André (2003) — Menino com autismo que apareceu pela primeira vez no gibi institucional "Um Amiguinho Diferente".[73][74] Foi capa de gibi de banca em 2019 (Turma da Mônica nº 51)[75] e em 2023 (Cebolinha nº 25)[76]. É um dos personagens menores que geralmente aparece nas tirinhas locadas na escola ou nas histórias institucionais sobre inclusão social. Destaque para a HQ fixa exclusiva para a Revista Autismo[77], publicada em toda edição, numa parceria[78][79] com o Instituto Mauricio de Sousa, além de gibis e cartilhas[80] com cunho educativo[81] resultantes dessa união com a revista.

- Tati (2006) — Menina portadora de Síndrome de Down, que apareceu pela primeira vez no gibi institucional "Acessibilidade". É uma das personagens menores que geralmente aparece nas tirinhas locadas na escola ou nas histórias institucionais sobre inclusão social.

- António Alfacinha (2007) — É o irmão caçula de Manezinho, também vindo de Portugal. Ele, frequentemente, fala com seu sotaque português e se atrapalha com diversas palavras brasileiras, e é um grande amigo de Cebolinha, pois como seu irmão diz "Verdurinhas se entendem!". Ele também tem um amor platônico pela Mônica, chegando até a ter rivalizado com o Cebolinha por isso. Aparentemente, ele é chamado de alfacinha, por ter nascido em Lisboa. Desde 2015 não tem feito mais aparições nas revistas.

- Metildo (2013) — Conhecido como o menino mais metido do bairro, é também rico, presunçoso e esnobe, sendo o vilãozinho da turma e uma espécie de Carminha versão masculina. Tem um gato sem pêlos chamado Fuxico.

- Marcelinho (2015) — Baseado no filho mais novo de Mauricio, é conhecido por ser extremamente "certinho", preocupando-se sempre também com questões como economia, desperdício, entre outras.[70]

## Vilões
- Capitão Feio (1972) — É o vilão que aparece mais nas historinhas. É tio do Cascão que enlouqueceu por ser rejeitado a vida toda por ser sujo e passou a viver recluso em um antiquário imundo e empoeirados, onde ganhou super-poderes após ser esmagado por uma pilha de gibis velhos.[82] Ele quer sujar o mundo e fazer dele o seu parque particular de poluição e sujeira. Tem uma relação de amor e odio com seu sobrinho Cascão: ora quer que ele seja seu herdeiro por considera-lo o único capaz de dar continuidade a seu legado de imundice, outra hora quer destrui-lo por Cascão ser mais sujo que o próprio Capitão, sonhando em se tornar a pessoa mais suja do mundo. Seu quartel-general se localiza embaixo do Parque da Mônica, lugar que o Capitão Feio odeia e que tenta destruir. Para ajudá-lo, Capitão Feio criou os Seres do Esgoto, um grupo de monstrengos forjados da sujeira.[83]
- Doutor Olimpo (1976) — Vilão do Cascão; tem mania de limpeza[84] e frequentemente cria planos mirabolantes para limpar o garoto junto com seu assistente Sapóleo, que sempre leva culpa dos planos falhados.
- Cremilda e Clotilde (1982) — Gêmeas fanáticas por limpeza que moram no bairro e vivem querendo limpar o Cascão[85] e que frequentemente, são contratadas para serem babás dele. Apesar do conflito, Cascão não não as detesta e se diverte com as confusões criadas para pegá-lo.
- Lorde Coelhão (1982) — Introduzido no filme A Princesa e o Robô, é um coelho parecido com Darth Vader, líder de um exército de coelhos androides.[86]
- Tonhão da Rua de Baixo (1998) — Mal humorado e grosso, é um menino grandalhão que espalha o terror no Bairro do Limoeiro e toma os pertences dos meninos contra a vontade eles, só perdendo uma briga contra Mônica.[87][88] O motivo para esse nome é que as vezes aparece outro valentão, chamado Tonhão da Rua de Cima. Nas primeiras histórias também foi chamado de Tonhão-Arranca-Toco. A partir da década de 2000 ganhou dois comparsas, Cabelo e Pitu. Em sua versão adolescente em Turma da Mônica Jovem, chama-se Toni e frequentemente pratica bullying com os outros colegas de escola.
- Bruxa Viviane (1998) — É a principal vilã das histórias da Magali, uma bruxa perversa que vive em uma caverna em baixo da Rua do Limoeiro com seu gato preto Boris. Ela sempre tenta dominar o mundo com os poderes da lua e odeia Tia Nena, a feiticeira do bem, sendo sempre atrapalhada por Magali.
- Alienígenas do Planeta Tomba (1999) — São extraterrestres que vivem tentando "dominar" o planeta Terra. Em sua aparição original, é revelado que sob os capuzes, todos têm a mesma aparência do Cascão. Em Turma da Mônica Jovem, também é revelado que o verdadeiro nome de seu mundo não é Tomba (erro de grafia), mas Tumba, assemelhando-se a um mundo de desmortos liderado por entidades de nomes lovecraftianos.
- Prof. Spada / Dr. Spam (2005) — Personagem de dupla personalidade. No dia-a-dia cotidiano, vive como o Professor Spada, um simpático professor e técnico em informática; quando é atingido por um curto circuito, se transforma no diabólico Dr. Spam, que tem o poder de se dissolver fisicamente em informações digitais para assim invadir sistemas eletrônicos e navegar na internet como um malware (como vírus de computador ou emails de spam). O personagem foi baseado no sexto filho do Mauricio, falecido em 2 de maio de 2016, Mauricio Spada, que gosta de dar aulas (daí o nome da versão boa do personagem).[70][89]
- Cabeleira Negra  (2007) — apareceu no filme Turma da Mônica: Uma Aventura no Tempo. Ela mora no espaço e odeia o Astronauta.
- Meninas do Bairro das Pitangueiras (2007) — são as principais arqui-inimigas da turma que vivem no Bairro das Pitangueiras.
  - Penha — garota esnobe e arrogante com um sotaque pretensamente francês (grrrafado com muitos 'R' adicionais); seus pais são um político corrupto e uma vampira (que mais adiante a deixam e vão viver na França). Possui um olhar de desprezo quase congelante que, segundo Mônica, "faz você se sentir um lixo, até que você concorde com ela", sendo que apenas Denise é imune a persuasão dela. Também é grande rival de Carminha Frufru, a quem não suporta por ser mais popular que ela.
  - Agnes — garota hipocondríaca e descontrolada.
  - Sofia — garota extremamente gorda e forte e mal humorada que quase nunca fala, ficando quieta lambendo um pirulito, até ser convocada por Penha para a briga.

## Adultos
- Louco (1973) — um homem de cabelos loiros desgrenhados, camiseta vermelha e calça cor-de-rosa, com insanidade mental (frequentemente fugitivo de um hospício) e comportamento absurdamente cômico, sendo capaz de distorcer a realidade (e até mesmo quebrar a quarta parede), ele sempre aparece nas histórias de Cebolinha, quase levando-o também à loucura com suas peripécias. Na sua versão em Turma da Mônica Jovem, ele é um professor escolar excêntrico mas muito mais bem ajustado socialmente; ele revela que seu nome real completo é Licurgo Orival Umbelino Cafiaspirino de Oliveira.
- Mauricio de Sousa — é o criador da Turma da Mônica e o pai da Marina. Ele aparece diversas vezes em umas das histórias, fazendo quebras da quarta parede se interagindo com seus próprios personagens. É visto trabalhando no seu estúdio junto a vários outros desenhistas (e até mesmo personagens), andando por lá.
- Alice Keiko Takeda de Sousa — esposa de Mauricio de Sousa na vida real, aparece nas histórias como a mãe da Marina.
- Seu Sousa — é o pai da Mônica, trabalha em um escritório que tem uma forte semelhança com o Maurício jovem; seu primeiro nome nunca foi revelado nos gibis.
- Luíza Sousa — é a mãe da Mônica; ela é arquiteta e é frequentemente mostrada como dona-de-casa.
- Seu Cebola — pai do Cebolinha e de Maria Cebolinha, trabalha em uma firma, na área de contabilidade.[90][91] Está sempre envolvido nas histórias atrapalhadas da família Cebola.
- Dona Cebola — a mãe do Cebolinha e da Maria Cebolinha, é dona de casa e também se envolve nas histórias atrapalhadas da sua família.
- Antenor de Araújo e Lurdes Marques de Araújo — são os pais do Cascão. Além de quererem que o filho tome banho, o pai é notável por seu jeito desastrado quando tenta brincar com o filho. Antenor é gerente de loja popular,[92] enquanto Lurdes é dona de casa.
- Seu Carlito e Dona Lina "Lili" — são os pais da Magali. Tentam sempre ver se conseguem fazer a filha comer menos, e o pai também quer se livrar de Mingau por ser alérgico a gatos. Carlito é advogado,[93] enquanto Lina é confeiteira [94].
- Seu Juca (1982) — um homem que vive mudando de emprego já que sempre que se encontra com a Turma, as crianças atrapalham seu serviço e o levam à loucura, com um final frequente sendo Juca levado para o hospício.
- Carmem da Esquina (2004) — uma mulher com sobrepeso e emburrada, que odeia crianças (principalmente a Turminha) por sempre pisarem em suas flores. Por se tratar de uma personagem secundária, ela vivia tendo seu nome mudado para Lurdes ou Creuza.
- Seu Xavier — é o pai de Xaveco e Xabéu Lorota. Ele e sua mulher são separados e moram em casas separadas, mas se dão bem. Está pouco adaptado à nova vida de solteiro e não sabe realizar as tarefas caseiras mais simples. Os filhos (Xaveco e Xabéu) sempre passam o final de semana em sua casa. Compete com o pai do Cebolinha e o pai do Cascão como o pai mais atrapalhado da turma da Mônica, apesar de ser professor de educação física.
- Cecília e Durval (1989) — pais do Dudu. A mãe é dona de casa e tem como desgosto, tentar fazer o Dudu comer, mas sem grandes resultados. Em uma de suas primeiras aparições, foi chamada de Leonor. E o pai, de sobrenome Moreno, tenta ludibriar o garoto com as histórias mais absurdas. Ambos sofrem nas mãos do peste.
- Seu Quinzão e Dona Quinzona — pais do Quinzinho. Dono da padaria, Seu Quinzão (Joaquim de Oliveira) ajuda o filho em sua cozinha e muitas vezes se revolta com o quanto Magali come, as vezes por conta da casa. Seu verdadeiro nome é Joaquim de Oliveira. Já Dona Quinzona (Joaquina Quindim de Oliveira) é calma e serena, e quase nunca aparece na padaria.
- Carlos e Elza — pais do Franjinha, conhecem e incentivam o gosto do filho pela ciência, embora não saibam o tipo de experiências que ele faz no laboratório, acreditando que ele apenas brinca com seus conjuntinhos de química. Ele é um advogado criminalista e ela é uma típica dona de casa.
- Nimbão e Keiko — pais dos irmãos Nimbus e Do Contra. O pai é meteorologista e a mãe é dona-de-casa.
- Vó Xepa — a avó grosseira do Xaveco (mãe do Seu Xavier), de 70 e poucos anos, que tem uma certa perda de memória, se esquecendo do próprio neto, mas mesmo assim, ela se lembra do Cebolinha. Ela depende de cadeira de rodas, tem cabelos brancos e sempre usa um coque, um óculos e vive com uma blusa de manga comprida amarela com bolinhas brancas, além de um cobertor vermelho semelhante a um xale que cobre suas pernas. As grosserias que constantemente dirigia à mãe do Xaveco são apontadas como a razão para sua separação do Seu Xavier.
- Seu Jura do Armazém — ele é dono do armazém do bairro. Somente na época da Editora Panini deixou de ser mencionado para afinal aparecer fisicamente.
- Madame Creuzodete — é uma vidente que aparece de vez em quando no Bairro do Limoeiro, dando previsões para os moradores, principalmente as crianças.
- Seu Esnóbio e Dona Convencilda — pais do Metildo.
- Seu Denilson e Dona Danusa — pais da Denise.

## Animais

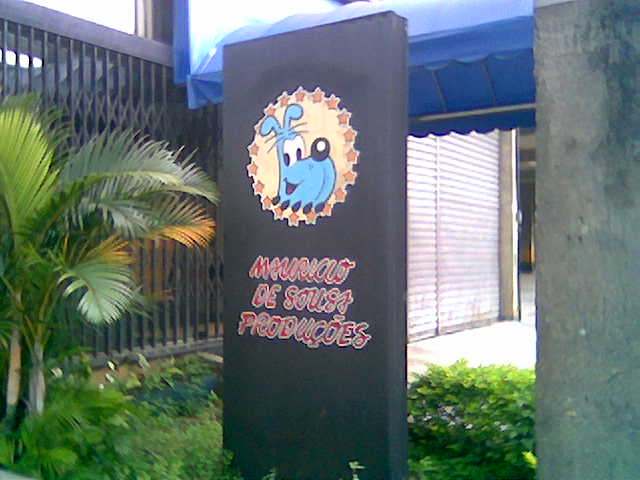
Bidu na placa de entrada da Mauricio de Sousa Produções.

- Bidu (18 de julho de 1959) — é um cão azul, inspirado em um schnauzer e foi o primeiro personagem de Mauricio de Sousa, publicado em uma tira de jornal na Folha de S. Paulo em 1959 junto do dono Franjinha.[95]
- Chovinista — é o porco de estimação do Cascão. Nas primeiras histórias, era retratado sendo sujinho e tendo medo de água tal como seu dono, porém, nas histórias atuais, é um porco limpo que adora tomar banho, mostrando ser tão esperto quanto um humano. Mesmo assim, ele, diferente dos demais personagens, não demonstra querer dar banho no Cascão, chegando até a protegê-lo de vez em quando. Diferente dos demais animais da turma, ele não fala ou se comunica por pensamentos, mas apenas grunhe "óinc".
- Floquinho (1963)[96] — é o cachorro de estimação do Cebolinha. É um lhasa apso verde, com o rabo similar a cabeça e seu espesso pêlo, além de  cobrir seu rosto e patas, é capaz de absorver objetos para dentro de si.
- Mingau (1989) — é o gato de estimação da Magali. Ele é um gato angorá, preguiçoso e folgado. Sempre armando brincadeiras com sua dona, é alvo do ódio do pai dela devido à sua alergia. Mingau vem de uma família de seis gatinhos. Os outros cinco (Matias, Tita, Nestor, Lili e Percival), seus irmãos, ocasionalmente aparecem em algumas histórias. Rivaliza com o Dudu e com o Quinzinho na disputa pela atenção da Magali. Assim como o Bidu, ele exibe uma inteligência descomunal, chegando até a roubar a cena de vez  em quando, embora diferente dele se comunique apenas por pensamentos. Mingau aparentemente não se dá muito bem com os cachorros do bairro (incluindo o Bidu), que sempre o perseguem, no entanto ele tem uma grande amizade com Mostarda, gatinha de estimação da Milena.
- Monicão (1994) — o cão de estimação de Mônica que é um Cavalier King Charles Spaniel[97] e foi dado por Cebolinha e Cascão como forma de zombar dela por causa das semelhanças com o animal. Tais semelhanças são os cabelos em formato de bananas e os dentes protuberantes.[98]
- Mostarda (27 de junho de 2022)[99] — é a gatinha de estimação da Milena da raça mestiça que foi resgatada da rua. Ela tem esse nome por causa da sua coloração amarelada. Conhecida por ser simpática, brincalhona e muito dengosa.[100]
- Rúfius (2007) — uma mistura de American pitbull terrier com rottweiler, é o cão mais bravo da rua, atacando quem passa perto, como os  meninos que chutam a bola na casa onde mora. Diferente de outros personagens animais, ele não fala e não pensa, apenas rosna e late.
- Ximbuca (2011) — cachorro do Xaveco, dado de presente pela Vó Xepa. Ele é bem velhinho. Ele é um tanto quanto estranho. Nunca se sabe o que se passa em sua cabeça.

## Personagens da mídia
Estes são alguns das principais franquias e personagens ficcionais ou semificcionais existentes dentro do universo dos demais personagens de Turma da Mônica.
- Ursinho Bilu — um personagem infantil ficcional de revistinhas e televisão, querido pelas meninas e até pelos meninos por causa de sua fofura. É uma paródia do Ursinho Pooh ou dos Ursinhos Carinhosos; às vezes também é ligado ao suposto extraterrestre "ET Bilu" (sempre em tom de piada).
- Capitão Pitoco — super-herói ficcional dentro do universo de Turma da Mônica, aparecendo em gibis, programas de televisão e filmes de cinema, adorado pelos meninos do bairro. Tem superpoderes e um arqui-inimigo: Doutor Borboleta. Aparentemente, Cascão é seu maior fã. Em uma história de Natal, o ator que representa o personagem se casou com uma tia do Cascão. É uma paródia do Space Ghost, mas também de outros super-heróis de DC Comics e Marvel.
- Montanha Suja — é um lutador de luta-livre que apareceu nas primeiras revistas do Cascão. Ele tinha esse nome por viver jogando "sujo" sempre perdendo as lutas e tendo como único fã: o Cascão. Chegou a lutar correto para se tornar popular, embora tenha voltado a lutar sujo pelo Cascão. Posteriormente, ele foi retirado dos quadrinhos por ser um personagem incorreto e substituído por outros personagens no gosto do Cascão como Ursinho Bilu e Capitão Feio, embora tenha tido algumas aparições nas histórias atuais.
- Tauó – Berro nas Estrelas — é uma paródia a série de filmes Star Wars – Guerra nas Estrelas. Comumente mencionada nos quadrinhos, tem o Cascão, como maior fã. A série também já foi parodiada pelos personagens em alguns episódios dos Clássicos do Cinema. Vários de seus personagens têm nomes parodiados como Luqui Iscaiualca, Darti Vesgo, Princesa Veia, além dos nomes dos filmes como "O Império Contra a Vaca" ou "O Retorno de Jegue".
- Superomão — paródia praticamente idêntica do Superman. Já mencionado em vários episódios, tendo Cebolinha como um de seus maiores admiradores, que já até se fantasiou como ele em algumas histórias, porém mesmo sendo considerado um super-herói poderoso, já foi derrotado pela Mônica.
- Batimão — paródia quase idêntica ao Batman. Além dele e do Superomão, são feitas diversas paródias a heróis da DC nas histórias da Turma.
- Homem-Aranho — paródia quase idêntica ao Homem-Aranha. Além dele, são feitas diversas paródias a heróis da Marvel nas histórias da Turma.

## Extintos
- Capitão Picolé (1942) — foi o primeiro personagem criado por Mauricio de Sousa ainda na infância, quando fez seu próprio gibi artesanal feito a mão em casa pelo autor para vender aos amigos de colégio, apesar de nunca ter sido publicado em jornais ou gibis oficiais. Era um super-herói ao estilo "salvador da pátria". Mauricio desistiu do personagem ainda na adolescência, quando passou a desenvolver os primeiros esboços de Bidu e Franjinha — que só teriam tirinhas publicadas comercialmente a partir de 1959. Posteriormente, Mauricio usou os traços do Capitão Picolé para desenvolver o design do dócil T-rex Horácio. O personagem fez uma aparição em 1998 no gibi comemorativo Mônica 35 Anos, e depois na história parodiando Lost, Lostinho (2005), tendo se tornado um vilão que culpava a turma por Mauricio ter desistido dele e passava a sequestrar os personagens, levando-os para uma ilha misteriosa.
- Garotão (1962) — amigo do Cebolinha nas primeiras tirinhas, era um um garoto gigante maior que a altura das nuvens, que nunca teve seu rosto mostrado. Era motivo de ciúmes do Cascão, por achá-lo um substituto para seu melhor amigo. Era muito visto nas primeiras tirinhas e primeiros episódios da turma exibidos na TV Excelsior, porém foi descontinuado ainda na década de 60. Teve um primo chamado João Grande, que ao contrário dele, era anão.

- Zé Palito (1963) — amigo do Cebolinha nas primeiras tirinhas, era um menino alto e magricelo. Foi descontinuado ainda na década de 60.

- Mingão (1963) — amigo do Cebolinha nas primeiras tirinhas, era um garoto obeso que sempre andava distraído e esquecido, sofrendo sempre acidentes. Foi descontinuado ainda na década de 60.

- Bernardão (1963) — amigo do Cebolinha nas primeiras tirinhas, era um menino que sempre trazia azar para pessoas que se aproximam dele. Nunca era afetado pelo azar e acreditava que as coisas ruins aconteciam com seus amigos por coincidência. Foi descontinuado ainda na década de 60.

- Leonardo (1964) — amigo do Cebolinha nas primeiras tirinhas, é um garoto artista, que gostava de pintar e esculpir (uma versão anterior do perfil da Marina), sendo inspirado em Leonardo da Vinci. Foi descontinuado ainda na década de 60.

- Menino Prodígio (1964) — amigo do Cebolinha nas primeiras tirinhas, era um menino baixinho com uma cabeça gigante. Era filho de um casal de cientistas e não gostava de ser cobrado para ser inteligente igual. Foi descontinuado ainda na década de 60.

- Nico Demo (1965) — é um garoto levado, egoísta e egocêntrico, que frequentemente tinha pensamentos diabólicos para prejudicar as pessoas, sendo que seu cabelo era em forma de chifres. Às vezes, tentava ajudar as pessoas, mas por azar acabava as prejudicando mais sem querer. Era protagonista de suas próprias tiras e geralmente não interagindo com a Turma. Chegou a estrelar os antigos comerciais da Cica. Por ser considerado um personagem politicamente incorreto e com muito humor negro, começou a ser censurado durante o regime ditatorial brasileiro na década de 70, tendo suas histórias descontinuadas. Na década de 2000 houve um relançamentos de suas tirinhas, embora nenhuma nova tenha  sido produzida. Nico Demo reapareceu em 2010 no final da primeira série da editora Panini Comics com histórias novas (geralmente "mudas", sem palavras ou diálogos verbais) até por volta de 2015; mas depois essas novas histórias também acabaram sendo descontinuadas, por pressão do "politicamente correto".

- Niquinho (1965) — é um garoto bondoso oposto do Nico Demo. Ele apareceu durante as tirinhas dos anos 60 e 70, mas assim que Nico Demo desapareceu, ele também foi junto. Estrelou um livro ilustrado, chamado "A Caixa da Bondade".

- Zé Munheca (1965) — um sujeito muito avarento que faz questão de nunca querer gastar dinheiro com coisas caras. Apareceu nas tirinhas dos anos 60 e 70, mas foi descontinuado.
- Fogaça (1966) — menino com formato mais "quadrado" e cabelos encaracolados que apareceu em 700 tiras de jornal.[101]

- Salsinha (1966) — irmão mais novo de Cebolinha, ele era citado sempre antes de seu nascimento, que ocorreu no gibi da Mônica Nº26. Por Maria Cebolinha já ter pouco destaque, Mauricio decidiu extinguir o personagem e, tecnicamente, na continuidade atual ele nunca existiu.

- Os Souza (1968) — foi uma tirinha própria publicada nos anos 60, cujos personagens eram Seu Souza, sua esposa Dona Souza, e o irmão dele, Mano, um fanfarrão solteiro que morava com o casal e os metia em diversas confusões com suas inúmeras namoradas. Foram inspirados no próprio Mauricio e sua esposa no início do seu casamento e no irmão dele Márcio; note-se que apesar de ser escrito "Souza", ocasiões como a republicação das tiras pela L&PM Editores grafaram o nome como "Os Sousa" do próprio sobrenome de Maurício.[102] Foram descontinuados nos anos 80.
- Os Dez Ajustados (1970?) — personagens criados por volta da virada da década de 70, eram uma família que morava num cortiço em São Paulo. Eram publicados em tirinhas de jornal, a maioria das quais perdeu-se com o tempo.[103]

- Massaru Sasaki (1972) — um menino japonês amigo de Cascão, ficou pouco tempo. Apareceu 25 anos depois num almanaque especial de esportes em 2002, e a seguir em 2008, na Mônica nº 18.

- Vanda e Valéria (1988) — gêmeas que apareceram brevemente nas histórias da Mônica, porém, por já terem a idade de Tina e Rolo, não tiveram muito espaço nas histórias dos personagens infantis e foram descontinuados. Baseadas nas filhas gêmeas de Mauricio.[70]

- Os Amazônicos (2002) — dois irmãos indígenas criados para falar sobre a Amazônia.[104] A ideia não foi adiante, uma vez que cumpriam a mesma missão da turma do Papa-Capim.

- Alvinho (2005) — primo de Cascão completamente seu oposto, sendo neurótico por limpeza, demonstrando tremendo nojo por sujeira. Seu nome completo é Alvim Alvo Alvejante e morava em Higienópolis exatamente pelo nome.

- Soninha (2008) — é a irmã caçula da Denise, que apareceu duas vezes em 2008 (Mônica Nº 16 e Magali Nº 19, da Panini), uma vez em 2015 (Mônica nº 3, da Panini) e uma vez em 2018 (Mônica nº 43, da Panini).

## Outras versões e subturmas
Ao longo do tempo, se foi criando outras versões da turma da Mônica, e dentro da turma da Mônica, subturmas.

### Turma do Bermudão
É uma turma da qual fazem parte Jerê (Jeremias), Mané (Manezinho) e Tigrão (Titi). Quando o narrador diz seus nomes verdadeiros, eles sempre consertam. Na verdade, eles que inventaram essa turma. Nas primeiras aparições da turma, Franja (Franjinha) também aparecia como um dos membros.
Eles estão sempre por aí, usando bermudões, falando gírias de adolescentes e falando mal de quem é que está usando "shortinho" e fazendo coisas de neném. Cebolinha, Cascão e Xaveco já tentaram entrar nessa turma, mas não deu certo. Em contraponto a esta, tem uma "Turma do Shortinho", que seriam os garotos mais novos, que usam "shortinho", como Cebolinha, Cascão, Xaveco, Dudu, Luca, dentre outros. Na revista Parque da Mônica em que eles apareceram no final, apareceu também a Turma da Calça Comprida formada por Xabéu, Zé Luís e Jeremias, que agora faz parte da Turma do Bermudão.

### Turma da Mônica Jovem
É a versão deles 7 anos mais velhos. Um gibi mangá da Turma da Mônica Jovem lançado em agosto de 2008. Sucesso de vendas em bancas e também em livrarias. A Turma Jovem tem idade jovem/adolescente (provavelmente 15 anos) e retrata fatos normais na adolescência e juventude, além de aventuras fantásticas com temáticas voltadas ao público-alvo adolescente e ao na faixa dos 20 anos, como vilões de outras dimensões e aventuras no espaço.

### TurminhaBaby
Na turminha Baby, são colocados os principais personagens como bebês. Normalmente esta é uma forma usada mais para o merchandising (como por exemplo, nas linhas de fraldas da marca Huggies) do que para os quadrinhos, nos quais as versões baby são colocadas em edições especiais.

### Mônica Toy
Versões estilizadas dos personagens da Turma da Mônica em estilo chibi, principalmente os quatro protagonistas, presentes em vídeos curtos (shorts) do YouTube e comerciais, fazendo breves esquetes divertidas e sem diálogos. Também são ocasionalmente introduzidos nesses vídeos personagens de outras turmas, como a Turma do Chico Bento e a Turma do Penadinho, entre outras.